# Clayton (Oklahoma)
Pour les articles homonymes, voir Clayton.
La ville américaine de Clayton est située dans le comté de Pushmataha, dans l’État d’Oklahoma. Lors du recensement de 2000, elle comptait 719 habitants.

## Source
- (en) Cet article est partiellement ou en totalité issu de l’article de Wikipédia en anglais intitulé « Clayton, Oklahoma » (voir la liste des auteurs).